# 芸香属
芸香属（学名：Ruta），原產於地中海地区、密克罗尼西亚和亚洲西南部，分布於歐亞大陸及加那利群島，包含8－40種（因不同学者观点而异）庭園小灌木，最主要的品种是芸香（R. graveolens），葉常綠，味道很苦，花則暗黃成簇。本屬的模式種為芸香（R. graveolens）。

## 特征
株高20－60厘米，葉常綠，二回或三回羽状复叶，绿色、浅灰绿色或蓝绿色，密布腺點，半透明，味道很苦，开黄色花，直径约1厘米，花瓣4－5枚，聚伞花序。果实为4－5裂蒴果，内含许多种子。

## 下属物种
本属包括以下物种：
- 埃及芸香 Ruta angustifolia Pers.
- 敘利亞芸香 Ruta chalepensis L.
- Ruta communis Noronha
- 科西嘉芸香 Ruta corsica DC.
- Ruta dahurica DC., 1824
- Ruta diversifolia Wender. ex Steud.
- Ruta fimbriata Raf.
- 芸香 Ruta graveolens L.
- Ruta lamarmorae Bacch., Brullo & Giusso
- Ruta lindsayi Turrill
- Ruta microcarpa (Svent.) Agullo et al.
- Ruta microcarpa Svent.
- 山芸香 Ruta montana (L.) L.
- Ruta museocanariensis Marrero Rodr., Vidal Matutano, Delgado Darias & Jaén Molina[3]
- Ruta oreojasme Webb & Berthel.
- Ruta pinnata L.fil.
- Ruta tuberculata Viv.

## 用途
芸香属植物广泛应用於古代中东饮食中，同时也常见於很多古罗马时的食谱中（古罗马著名食谱《Apicius》有记载），但因其味道很苦，并不适合大多数现代人的口味。不过，世界上有些地方仍在使用这种香料，如北非，而在意大利，芸香叶有时会被添加到渣釀白蘭地中以得到grappa alla ruta这种酒。
芸香葉幾世紀以來一直用作香料及藥物，可治疗眼部疲劳和酸痛，内服可治疗痉挛和月经疾病，也可作为堕胎药、镇静剂和驱虫剂。在中國古代，芸香會夾在書內，會有清新的香氣，可以防蟲，故有[書香]之稱。。不过采摘芸香叶时要小心，因为其中所含的揮發油在阳光下如果接触皮肤，会造成皮肤起水泡，而揮發油亦会造成部分人胃痛、呕吐、痉挛，甚至危及性命。

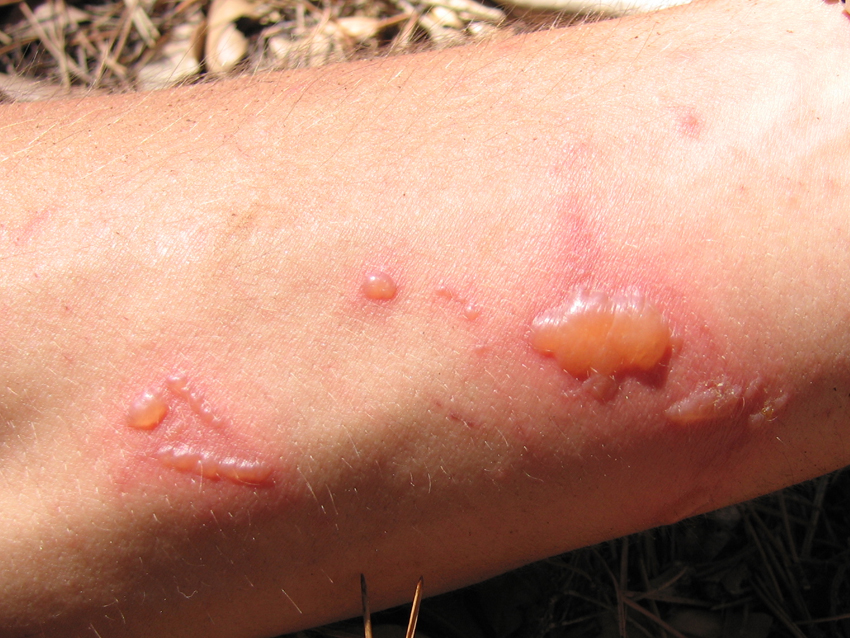
炎热天气下芸香叶引起的皮肤問題